# Timerliit (fåreholdersted, Narsaq)
 For alternative betydninger, se Timerliit. (Se også artikler, som begynder med Timerliit)
60°51′21.4″N 45°18′28.2″V / 60.855944°N 45.307833°V
Timerliit ("de, der ligger inderst i landet") er et fåreholdersted i Kujalleq Kommune i Sydgrønland.
Timerliit lå før den grønlandske kommunalreform i 2009 i den sydøstlige del af den daværende Narsaq Kommune.

## Geografisk placering
Øst for Kujalleq Kommunes hovedby, Qaqortoq, finder man den store halvø Vatnahverfi, som afgrænses af fjordene Igalikup Kangerlua (dansk: Igaliko Fjord) mod nord og Alluitsup Kangerlua (dansk: Lichtenau Fjord) mod syd.
Timerliit ligger på Vatnahverfi-halvøens nordøstlige del, 4½ km sydsydvest for fåreholderbebyggelsen Igaliku Kujalleq (tidligere dansk navn: Søndre Igaliko); nærmere bestemt syd for Skyggesøs østlige ende.

## Historie
Halvøen Vatnahverfi fik sit navn af de gamle nordboere, efter at de – under ledelse af Erik den Røde – bosatte sig i Sydgrønland i år 985 eller 986.

På grund af at Grønland har arktisk klima og at de isfrie dele af landet er præget af fjeld-områder, er der ikke mange steder i landet som egner sig til landbrug af nogen art.
I Sydgrønland er det dog muligt at drive landbrug med visse husdyr og afgrøder, og Vatnahverfi-halvøen var og er et af de relativt bedst egnede områder i Sydgrønland at drive fåreavl og lignende landbrug.
Der er derfor fundet mange ruiner af nordbo-gårde på Vatnahverfi, og i vore dage er halvøen et af de områder i Grønland hvor der er flest fåreholdersteder.

Timerliit blev, efter nogen tids forberedelse, etableret som fåreholdersted i 1991 af Siiku Motzfeldt, som driver stedet sammen med sin familie.

Omkring 2009 etablerede Siiku Motzfeldt – sammen med Andala Lund fra nabo-fåreholderstedet Qorlortukasik – et lille vandkraftværk, som forsyner de to fåreholdersteder med elektricitet og varme. Vandkraftværket ligger ved elven Kuukasik nær Qorlortukasik. For dette initiativ modtog de Grønlands Selvstyres miljøpris i november 2009.

## Erhvervsforhold
Timerliit er på mange måder et typisk grønlandsk fåreholdersted, hvor en familie driver et landbrug med fårehold som den vigtigste indkomstkilde. Der dyrkes græs til vinterfoder, samt andre afgrøder som for eksempel grøntsager.
De får, som skal slagtes, sendes om efteråret med skib til slagteriet Neqi i Narsaq.

## Infrastruktur og transport
En grusvej på 23 km, som blev bygget i 1980'erne af de lokale fåreholdere, fører fra Igaliku Kujalleq først mod syd til fåreholderstedet Qorlortukasik og derfra mod øst til fåreholderstedet Qanisartuut. Vejen forbinder omkring 20 fåreholdersteder og huse, heriblandt Timerliit.

Fra en lille havn ved fåreholderstedet Qanisartuut, som ligger ved fjorden Igalikup Kangerlua (nordboernes Ejnars Fjord), såvel som fra Igaliku Kujalleq, der ligger ved Igalikup Kangerluas sidefjord Kujalleq, kan man sejle til bygden Igaliku eller til Qaqortoq, som er den nærmeste by.

## Uddannelse
Fåreholderfamilierne i området har etableret en fælles børneskole, med 1. til 7. klasse.

## Indbyggerantal
Antallet af beboere i Timerliit har siden oprettelsen af fåreholderstedet i 1991 varieret mellem 3 og 12 beboere. I 2013 boede der 4 på stedet.

## Administrativt
Timerliits lokalitetsnummer og lokalitetskode jævnfør Grønlands Statistik er 03-30 TIL.

Ved kommunal- og selvstyrevalg m.m. ligger afstemningsstedet for de stemmeberettigede i Timerliit i bygden Igaliku under Narsaq valgdistrikt.

Timerliits postadresse er: 3920 Qaqortoq

## Timerliits omegn
Timerliit ligger som nævnt på den nordøstlige del af den store halvø Vatnahverfi.
Nærmeste nabobebyggelse er fåreholderstedet Qorlortukasik 3 km mod østnordøst, som man kan komme til fra Timerliit ved at følge vejen østover mod Igaliku Kujalleq.
Det nærmeste fåreholdersted mod vest er Saqqaa i den tidligere Qaqortoq kommune, som ligger 3½ km fra Timerliit, ved den elv som afvander Skyggesø i søen Saqqaata Tasia.
Fåreholderbebyggelsen Igaliku Kujalleq, hvor der ligger adskillige fåreholdersteder, ligger 4½ km nordnordøst for Timerliit ved bunden af fjorden Kujalleq, der er en lille sydøstlig sidefjord til fjorden Igalikup Kangerlua.
Den nærmeste bygd, Igaliku, ligger 16 km nordnordvest for Timerliit.

## Om stednavne i området og deres betydning
"Timerliit" betyder  'de, der ligger inderst i landet' , og navnet kommer af det grønlandske ord "timi" som betyder  'krop'  og tilhænget "+(r)leq" som angiver den yderste i en given retning samt flertals-endelsen "-it":

"timi" – 'krop' / 'legeme' (bruges her nærmest i betydningen 'landets torso')
"timi +rleq" → "timerleq" – 'den, der ligger længst væk i retning mod landets torso'; det vil sige: 'den, der ligger længst inde i landet'
"timerleq -it" → "timerliit" – 'de, der ligger længst inde i landet'
"Timerliit" udtales noget i retning af "ti-mer-SLI:T" (hovedbetoningen er på tredje stavelse; anden stavelse skal betones let).
Navnet "Timerliit" stavedes "Timerdlît" ifølge den gamle retskrivning fra før 1973.
"Qorlortukasik" betyder  'det lille/ubetydelige vandfald' , og navnet kommer af "qorlor-" som betyder  'at fosse ned'  samt tilhængene "+toq" ( 'en som, ...' ) og "-kasik" ( 'lille / kær / slem' )

"qorlor-" – 'at fosse ned'
"qorlor- +toq" → "qorlortoq" – vandfald ('en/noget som fosser ned')
"qorlortoq -kasik" → "qorlortukasik" – 'det lille/ubetydelige vandfald'
"Qorlortukasik" udtales noget i retning af "GRÅR-SLÅR-DU-ga-sik".
Igaliku Kujalleq betyder  'det sydlige tidligere kogested' . Igaliku betyder  'det tidligere kogested'  og kommer af det grønlandske ord "iga" som betyder  'gryde'  og tilhænget "-lik", som betyder  'forsynet med'  samt tilhænget "-ku" med betydningen  'noget tidligere' . "Kujalleq" betyder  'det sydlige' .
 
"Vatnahverfi" er et norrønt ord. Det vil sige, at ordet stammer fra det sprog, som taltes i Norge og Island i perioden år 800-1300.

"Vatnahverfi" har den omtrentlige betydning:  'en gruppe af søer med bygder imellem søerne' .

"Igalikup Kangerlua" (dansk: Igaliko Fjord; norrønt navn: Ejnars Fjord) betyder  'Igalikos fjord' .
"Alluitsup Kangerlua" (dansk: Lichtenau Fjord; norrønt navn: Hrafns Fjord) betyder tilsvarende  'Alluitsoqs fjord' .